# Mahdi Zein
Mahdi Wissam Zein (en arabe : مهدي  وسام الزين), né le 23 mai 2000 à Burj el-Shemali au Liban, est un footballeur international libanais. Il joue au poste de milieu de terrain au Nejmeh SC.

## Biographie

### En sélection
Il joue son premier match en équipe du Liban le 4 décembre 2021, lors de la Coupe arabe de la FIFA 2021, avec une défaite 2-0 contre l'Algérie.